# A Soldier's Revenge
A Soldier's Revenge es una película wéstern estadounidense de 2020 escrita y dirigida por Michael Feifer y protagonizada por Neal Bledsoe, Rob Mayes, AnnaLynne McCord y Val Kilmer. Fue el último papel cinematográfico de Jay Pickett antes de su muerte en julio de 2021.

## Reparto
- Neal Bledsoe como Frank Connor
- Rob Mayes como Travis Briggs
- AnnaLynne McCord como Heather Powell
- Val Kilmer como CJ Connor
- Jake Busey como Capitán McCalister
- Michael Bowen como Feldman
- Jay Pickett como Kennedy
- Michael Welch como Danziger
- James Russo como Walsh
- Larry Poole como McCabe

## Estreno
La película se estrenó directamente a vídeo en Estados Unidos el 16 de junio de 2020.